# امبوالیمنا
امبوالیمنا (به لاتین: Amboalimena) یک سکونتگاه مسکونی در ماداگاسکار است که در منابه واقع شده‌است.

## خصوصیات
امبوالیمنا ۱٬۰۰۰ نفر جمعیت دارد و ۱۳ متر بالاتر از سطح دریا واقع شده‌است.